# Forțele Al-Sanadid
Forțele celor curajoși (arabă Quwwat al-Sanadid قوات الصناديد/Jaysh al-Sanadid جيش الصناديد) este o miliție formată din arabi din tribul Shammar care luptă împotriva Statului Islamic. Bastioanele tribului sunt Al-Yaarubiyah și Tell Hamis din Cantonul Cizîrê al Rojavei, dar tribul este influent și în Irak. Culoarea roșie a steagului lor reprezintă sângele, în timp ce galbenul reprezintă lumina, iar membrii miliției arabe se autodenumesc „mărșăluitorii pe moartea roșie”.
Forțele Al-Sanadid sunt afiliate lui Humaydi Daham al-Hadi, lider tribal și co-guvernator/co-președinte al Cantonului Cizîrê, și sunt conduse de fiul acestuia, Bandar al-Humaydi.

## Ideologie

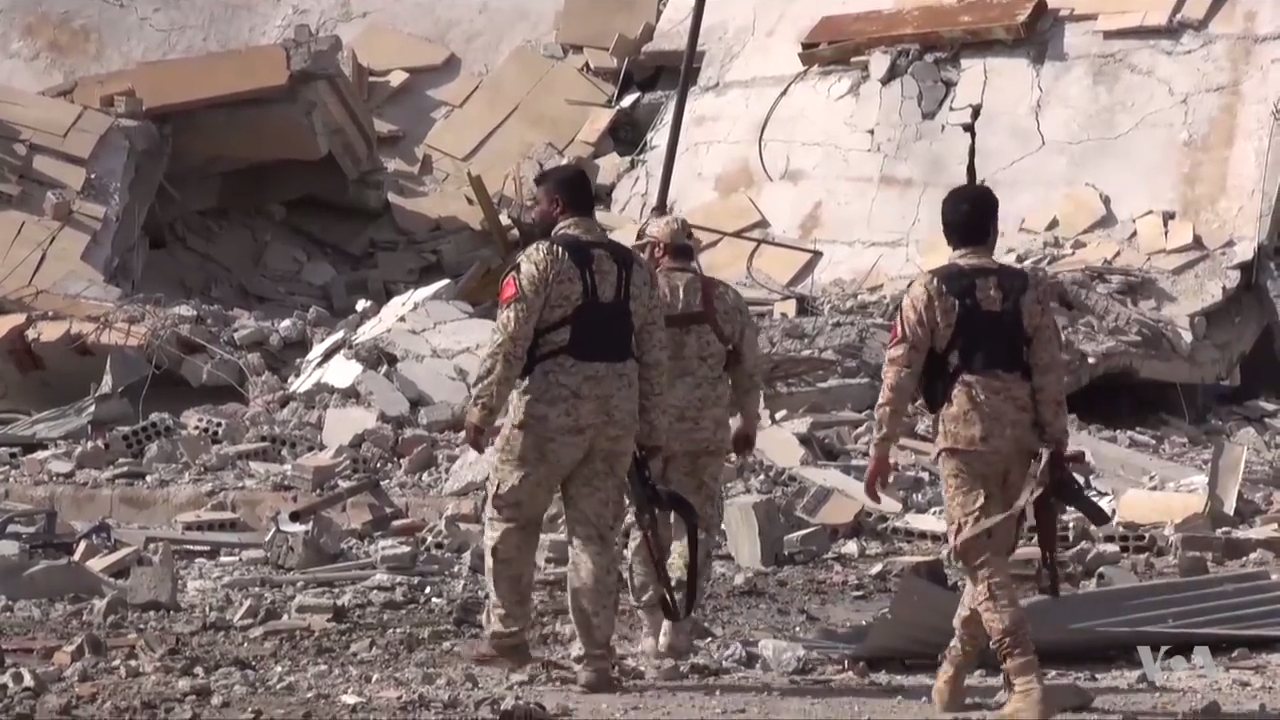
Forțele Al-Sanadid în Al-Shaddadi, după ofensiva din februarie 2016

Scopul principal al Forțelor Al-Sanadid este să asigure autonomia și securitatea tribului Shammar în Guvernoratul Al-Hasaka, dar tribul este determinat, de asemenea, să lupte împotriva wahhabismului. În plus, Humaydi Daham al-Hadi și-a exprimat ambiția de a contribui la dezintegrarea Arabiei Saudite, posibil cu scopul de a prelua de la Casa Saud fostul Emirat Djebel Shammar. 
La nivel național sirian, tribul nici nu sprijină, dar nici nu se opune regimului Baas al președintelui Bashar al-Assad.
Tribul Shammar menține în general, încă din secolul al XVIII-lea, o relație de cooperare îndelungată cu kurzii sirieni, în ciuda unui număr de dispute tribale. În timpul Revoltei de la Qamishli, Shammar, sub conducerea lui Bandar al-Humaydi, a fost singurul trib din Guvernoratul Al-Hasaka care a refuzat să lupte de partea guvernului împotriva protestatarilor kurzi. Ulterior, când au fost formate Forțele Al-Sanadid, acestea au fost declarate explicit ca fiind pro-kurde, iar Humaydi Daham al-Hadi și fiul său au exprimat în repetate rânduri loialitate și sprijin forțelor kurde.

## Istoric
Grupul a participat la luptele de pe întinsul Guvernoratului Al-Hasaka în prima jumătate a anului 2015. Cartierul general al miliției din Tell Hamis a fost ținta unui atac sinucigaș, pe 2 mai 2015.
În 2016 și 2017, miliția arabă a luat parte în cadrul Forțelor Democratice Siriene la ofensivele care au dus la împresurarea „capitalei” Raqqa a Statului Islamic. Vara anului 2017 a găsit gruparea implicată în Bătălia de la Raqqa.